# Франсіско Са
Франсіско Са (ісп. Francisco Pedro Manuel Sá, нар. 25 жовтня 1945) — аргентинський футболіст, що грав на позиції захисника.
Виступав, зокрема, за клуби «Індепендьєнте» та «Бока Хуніорс», з якими став чотириразовим чемпіоном Аргентини, шестиразовим володарем Кубка Лібертадорес та дворазовим володарем Міжконтинентального кубка, а також національну збірну Аргентини, з якою був учасником чемпіонату світу.

## Клубна кар'єра
Франсіско Са виріс у невеликому селі в Коррієнтесі і в дитинстві не думав про професіональну кар'єру футболіста. Грав в рідному селі в команді «Сентраль Гойя», а потім відправився в Коррієнтес вивчати право. Там Са познайомився з доктором Ромеро Ферісом, який і взяв хлопця в клуб «Уракан» (Коррієнтес).
Са дебютував на рівні чемпіонату Аргентини в «Уракані» в нижчій лізі чемпіонату Аргентини в 1968 році. 1969 року Са примітив колишній гравець «Рівер Плейта» Хосе Рамос і за його рекомендацією молодого футболіста придбав іменитий столичний клуб. Втім у цій команді Са не зміг закріпитися, багато в чому через зміну тренера — Анхель Лабруна дав кілька шансів проявити себе Са, але з приходом Діді з команди було відраховано 17 футболістів і у Франсіско не було можливості заявити про себе.
У результаті 1971 року Са перейшов в «Індепендьєнте». На цю думку його наштовхнув Роберто «Піпо» Феррейро, легенда «Індепендьєнте» 1960-х років, який догравав у «Рівер Плейті» і вирішив після методів роботи Діді зовсім завершити кар'єру. Піпо запропонував Са піти до президента «Інде» і запропонувати свої послуги цьому клубу. Тут Са зміг повною мірою реалізувати свій талант — настирливу і напористу гру в обороні, з періодичними підключеннями в атаку. Са не володів витонченою технікою, проте свої недоліки він зміг перетворити в плюси, оскільки його гру складно було передбачити супернику. В «Індепендьєнте» на початку 1970-х років склалася найпотужніша команда, яка за період з 1972 по 1975 рік зуміла встановити рекорд за кількістю завойованих поспіль Кубків Лібертадорес. Панчо Са був невід'ємною частиною всіх переможних кампаній «королів кубків». Крім цього, Са також став чемпіоном Аргентини (Метрополітано) 1971 року, виграв два Міжамериканських кубки і Міжконтинентальний кубок 1973 року.
У 1976 році Хуан Карлос Лоренсо запросив футболіста до себе в «Бока Хуніорс», оскільки тому був потрібний досвідчений гравець, здатний зіграти як в обороні, так і півзахисті. Са, який мав намір відправитися в колумбійський «Санта-Фе», прийняв пропозицію. У «Боці» Са виграв ще два Кубки Лібертадорес (завдяки чому із 6 трофеями є рекордсменом цього турніру), Міжконтинентальний кубок 1977 року, а також два чемпіонати Аргентини. У 1980 році під час допінг-контролю він отримав позитивний тест на ефедрин і був дискваліфікований на три місяці. Після успіху в чемпіонаті Насьйональ в 1981 році в команді почалося оновлення складу і Са вирішив дати дорогу молодим.
Завершив ігрову кар'єру у команді «Хімнасія і Есгріма» (Жужуй), за яку виступав протягом сезону 1982 року.

## Виступи за збірну
9 вересня 1973 року дебютував в офіційних іграх у складі національної збірної Аргентини у кваліфікаційному матчі до чемпіонату світу 1974 року проти Болівії (4:0).
Наступного року у складі збірної був учасником чемпіонату світу 1974 року у ФРН. На першій груповій стадії Са був частиною оборонної лінії, що включала також Роберто Перфумо (капітан команди), Енріке Вольффа і Рамона Ередію. І хоча Аргентинці пропускали в кожному матчі, вони все ж зуміли пройти до другого етапу. У першому ж матчі другого етапу Аргентинці розгромно програли майбутнім віце-чемпіонам світу голландцям — 0:4. Са провів до цього всі зустрічі без замін. У другому матчі проти Бразилії Вольфф і Перфумо були посаджені на лавку, а Са був замінений на самому початку другого тайму і через кілька хвилин Бразилія забила переможний гол. В останній грі проти Італії Владислао Кап знову перетасував оборонну лінію, але і це не допомогло перемогти — нічия 0:0 і останнє місце в групі.
Всього протягом кар'єри у національній команді, яка тривала 2 роки, провів у її формі 15 матчів.

## Тренерська кар'єра
Після закінчення кар'єри футболіста працював тренером молодіжних складів «Індепендьєнте», недовго тренував «Архентінос Хуніорс» і «Бока Хуніорс» (4 і 2 матчі відповідно), працював з гондурасською «Олімпією» та болівійським «Орієнте Петролеро».
У 2010 році кілька матчів провів як один з двох (з Рікардо Павоні) спів-тренерів «Індепендьєнте», поки на цю посаду не був призначений Антоніо Мохамед.

## Титули і досягнення
- Чемпіон Аргентини (4):

«Індепендьєнте»: Метрополітано 1971
«Бока Хуніорс»: Метрополітано 1976, Насьйональ 1977, Метрополітано 1981
- Володар Кубка Лібертадорес (6):

«Індепендьєнте»: 1972, 1973, 1974, 1975
«Бока Хуніорс»: 1977, 1978
- Володар Міжконтинентального кубка (2):

«Індепендьєнте»: 1973
«Бока Хуніорс»: 1977
- Володар Міжамериканського кубка (2):

«Індепендьєнте»: 1973, 1974